# Rio Ciban
O Rio Ciban é um rio da Romênia, afluente do Sebeş, localizado no distrito de Sibiu.